# Château de Seßwegen
Le château de Seßwegen (en allemand : Schloss ou Palais Seßwegen, en letton : Cesvaines pils) est un château de style historiciste situé en Lettonie à Cesvaine (jusqu’en 1919 : Seßwegen ou Sesswegen), à 18 kilomètres de Madona.

## Historique
Le château de style anglo-allemand est construit entre 1890 et 1896 pour le baron Adolph Emil von Wulf (né en 1840 et mort en 1910 à Vienne), descendant d’une famille de la noblesse allemande de la Baltique, juste à côté des ruines du château fort construit par les évêques de l’ordre Livonien. La région faisait alors partie du gouvernement de Livonie de l’Empire russe. L’architecte berlinois Hans Grisebach (1848-1904) s’inspire, avec la collaboration d’August Dinklage (1849-1920), de la Renaissance allemande, mais aussi d’éléments de l’époque Tudor et du gothique anglais, avec force tourelles, balcons, fenêtres à meneaux, toits pointus et pignons à l’anglaise. Le romantisme anglais était à la mode depuis le milieu du XIXe siècle en Allemagne et en Russie, mais était encore inhabituel en Livonie, où la noblesse locale préférait ses manoirs néoclassiques.
Son architecture de pierres et de granite poli se marie bien avec le parc à l’anglaise de 33 hectares, et tout le confort de l’époque s’y trouvait. Le château a souffert de la révolution russe, de la guerre civile qui s’ensuivit (au début de laquelle ses propriétaires sont expulsés) et du conflit entre l’URSS et l’Allemagne du IIIe Reich, mais il a survécu à ces épreuves, et l’intérieur était préservé à l’époque de l’URSS. Celui-ci avait pour thème principal la chasse, avec une statue de Diane, de nombreux trophées de chasse, et des motifs décoratifs floraux Jugendstil. Ses boiseries et son escalier d’honneur de bois étaient remarquables. Cependant un grave incendie en 2002 a détruit une grande partie du château qui est aujourd’hui en cours de restauration.
Le domaine comprend aussi des communs, des écuries, des anciens bâtiments d’exploitation agricole.
Le château accueille aujourd’hui un musée historique et les locaux d’un lycée de 500 élèves dans le domaine.